# Römisch-katholische Kirche in Korea
Die Römisch-katholische Kirche in Korea ist Teil der weltweiten römisch-katholischen Kirche.
Obwohl das Land seit 1945 in Nord- und Südkorea gespalten ist und die religiösen Verhältnisse in den beiden Staaten sehr unterschiedlich sind, wird Korea vom Vatikan nach wie vor als ein Land angesehen. So liegen Teile des Erzbistums Seoul in Nordkorea. Das Bistum Pjöngjang und das Bistum Hamhŭng, beide in Nordkorea, werden von südkoreanischen Bischöfen als Apostolische Administratoren verwaltet.

## Geschichte bis 1945
Der Katholizismus wurde im 17. Jahrhundert über koreanische Diplomaten und Kontakte zu Jesuiten in China in Korea eingeführt. Peter Seung Hoon Lee (1756–1801) hatte wesentlichen Anteil an der Verbreitung der Religion in Korea. Der christliche Glaube verbreitete sich zunächst durch Laien ohne Unterstützung durch Priester. 1791 fand eine erste Verfolgung des katholischen Christentums statt. 1794 wurde von Papst Pius VI. der erste Bischof Peter Grammont als Untergrundbischof nach Korea entsandt, welches eine traditionelle Isolationspolitik betrieb und offiziell keinerlei Ausländer im Land duldete, von wenigen Genehmigungen für chinesische und japanische Gesandtschaften abgesehen. In der Praxis gelang es aber gerade der Pariser Mission, Priester ins Land zu schleusen, welche wesentlich erfolgreicher in der Missionierung waren als zuvor die Laienbewegung. Daher wuchs die christliche Gemeinde im 19. Jahrhundert stark an, sodass sich der koreanische Staat gezwungen sah, weitere Verfolgungswellen durchzuführen. Bei jener von 1801 starb auch Peter Seung Hoon Lee; bei der Verfolgung von Gihae 1839 wurde Untergrundbischof Laurent Imbert ergriffen und hingerichtet. Danach kam es 1846 zur vierten Verfolgungswelle.
1856 reiste Bischof Siméon-François Berneux in Korea ein und schätzte für 1859 eine Zahl von bereits 17.000 katholischen Christen; diese Anzahl stieg bis 1863 auf 23.000. Die anhaltenden Versuche der westlichen Mächte, die koreanische Isolationspolitik aufzubrechen, führten ab 1866 zu den Verfolgungen von Byeong-in, einer anhaltenden Krise für alle christlichen Missionare, als Prinzregent Heungseon Daewongun gezielt die von Franzosen geleitete katholische Mission in der Hauptstadt ausheben ließ, und alle ergriffenen Katholiken in Führungspositionen hinrichten ließ. Nach der daraufhin erfolgenden französischen Invasion Koreas verdächtigte der Daewongun alle Katholiken des „ausländischen Rekrutentums“. Von den grob geschätzten 10.000 Hinrichtungen von Katholiken in Korea entfallen geschätzt 8000 auf die Zeit zwischen 1866 und 1872. Mit dem Ende der Regentschaft des Daewongun endeten auch die systematischen Verfolgungen von Katholiken im Land.
Einen großen Beitrag zur Ausbreitung und zur Verwurzelung des christlichen Glaubens in Korea leisteten ab 1909 die Missionsbenediktiner von St. Ottilien, darunter Bonifatius Sauer, und die von ihnen gegründeten Klöster.

## Nordkorea
Nordkorea ist offiziell ein atheistischer Staat und hat keine diplomatischen Beziehungen zum Heiligen Stuhl. Die katholischen Bistümer existieren weiter, aber sie haben praktisch keine Mitarbeiter. Dort liegt auch die Abtei Tokwon, die einzige Territorialabtei außerhalb Europas. Von der Korean Catholic Association (KCA) der nordkoreanischen Regierung werden seit 1988 rund 3000 Katholiken verwaltet.

## Südkorea
Die Missionsbenediktinerinnen von Tutzing gründeten 1951 ein Kloster in der Nähe von Daegu. Der Architekt Alwin Schmid (1904–1978), ein Schüler von Rudolf Schwarz und Hans Schädel, Benediktiner von Münsterschwarzach, prägte den Kirchbau in Südkorea. Er schuf 185 Kirchen, Kapellen, Klöster und geistliche Zentren.
1984 besuchte Papst Johannes Paul II. Südkorea. Seit 1986 existiert in Seoul eine deutschsprachige Gemeinde. 1996 zählte die römisch-katholische Kirche in Südkorea über 3,5 Millionen Mitglieder; 2015 waren es schon 5,65 Millionen, das entspricht rund 11 % der Bevölkerung. 2014 besuchte Papst Franziskus als zweiter Papst die Katholiken in Südkorea anlässlich des 6. asiatischen Jugendtags.
Vorsitzender der Koreanischen Bischofskonferenz (Catholic Bishops’ Conference of Korea – CBCK) ist Hyginus Kim Hee-jong, der Erzbischof von Gwangju. Apostolischer Nuntius ist seit dem 2. März 2024 Erzbischof Giovanni Gaspari.

Lage der Bistümer

## Bistümer
- Erzbistum Gwangju
  - Bistum Cheju
  - Bistum Jeonju
- Erzbistum Seoul
  - Bistum Chuncheon
  - Bistum Hamhŭng
  - Bistum Incheon
  - Bistum Pjöngjang
  - Bistum Suwon
  - Bistum Daejeon
  - Bistum Wonju
  - Bistum Uijeongbu
- Erzbistum Daegu
  - Bistum Andong
  - Bistum Cheongju
  - Bistum Masan
  - Bistum Pusan
- Immediat
  - Territorialabtei Tokwon
  - Koreanisches Militärordinariat